# Neofília
La neofília, terme popularitzat per l'escriptor Robert Anton Wilson, és un tipus de personalitat caracteritzada per una forta afinitat amb la novetat. El terme l'havia utilitzat abans Christopher Booker en la seua obra Els neofílics (1969), i J. D. Salinger en el seu conte Hapworth 16, 1924 (1965).

## Característiques
Els neòfils manifesten aquestes característiques bàsiques:
- Capacitat d'adaptar-se ràpidament a un canvi extrem
- Rebuig o falta de gust per la tradició, la repetició i la rutina
- Tendència a avorrir les coses velles
- Desig, gairebé obsessió en alguns casos, per experimentar coses noves
- El corresponent desig de crear coses noves realitzant o aconseguint alguna cosa o conflictes socials o altres formes pertorbadores

Un neòfil és diferent d'un revolucionari en el sentit que qualsevol podria esdevenir revolucionari si fos prou impulsat per les autoritats o les normes socials instituïdes, mentre que els neòfils són revolucionaris per naturalesa. El seu rebuig intel·lectual cap a la tradició i la repetició sol comportar una necessitat emocional més profunda de canvi i novetat constants. El significat de "neòfil" s'aproxima però no és exclusivament el de "visionari", ja que difereix perquè un neòfil cerca activament l'experiència de primera mà de la novetat.
El contrari d'un neòfil és un neòfob, una persona amb aversió a la novetat i al canvi. Wilson observa que els neòfobs tendeixen a considerar als neòfils, especialment als més extrems, amb por i menyspreu. També especula en la seua sèrie de llibres L'assumpció de Prometeu que l'etapa de la Revolució Industrial i la Il·lustració representa un dels primers períodes de la història en què els neòfils constituïen una força dominant en la societat. Els neòfils acceleren els canvis socials.

## Tipus
Eric S. Raymond, defensor del codi obert i programador, observa que aquesta personalitat és predominant en certes professions; en l'àmbit d'empreses, en la informàtica i altres àrees de l'alta tecnologia. Raymond especula que el progrés accelerat d'aquests camps (sobretot el dels ordinadors) n'és un resultat. L'estima del neòfil a la novetat probablement pot dirigir-lo a temes fora de les àrees normals de l'interés humà. Raymond observa una concentració alta de neòfils en el que anomena "subcultures", com fandoms de la ciència-ficció, el neopaganisme, el transhumanisme, etc., així com en àrees no tradicionals del pensament com les teories marginals o l'ocultisme. I observa que la majoria dels neòfils tenen interessos diversos i erràtics, i tendeixen a ser cultes.
Hi ha diversos tipus de neòfils. N'hi ha de socials (papallones socials extremes), d'intel·lectuals (el filòsof revolucionari i el tecnòfil), i els neòfils fisicokinèsics (entusiastes dels esports extrems). Aquestes tendències no són mútuament excloents, i podrien existir simultàniament en el mateix individu.

La paraula "neofília" té una rellevància particular en internet i en la cultura furonera. El diccionari del nou hacker dona aquesta definició de neofília:
El tret de sentir-se entusiasmat i complagut per la novetat. Comú entre la majoria dels furoners, seguidors de la ciència-ficció i membres d'altres subcultures relacionades, incloent-hi l'ala protecnologia del moviment ecologista, activistes espacials, molts membres de Mensa, i la subcultura discordiana neopagana (vegeu geek). Tots aquests grups se superposen fortament i semblen compartir tropismes hacker per la ciència-ficció i la música.
Alguns estudis han descobert un possible vincle entre certa predisposició a alguna classe de neofília, amb nivells alts de l'enzim monoaminooxidassa A.